# George Walsh

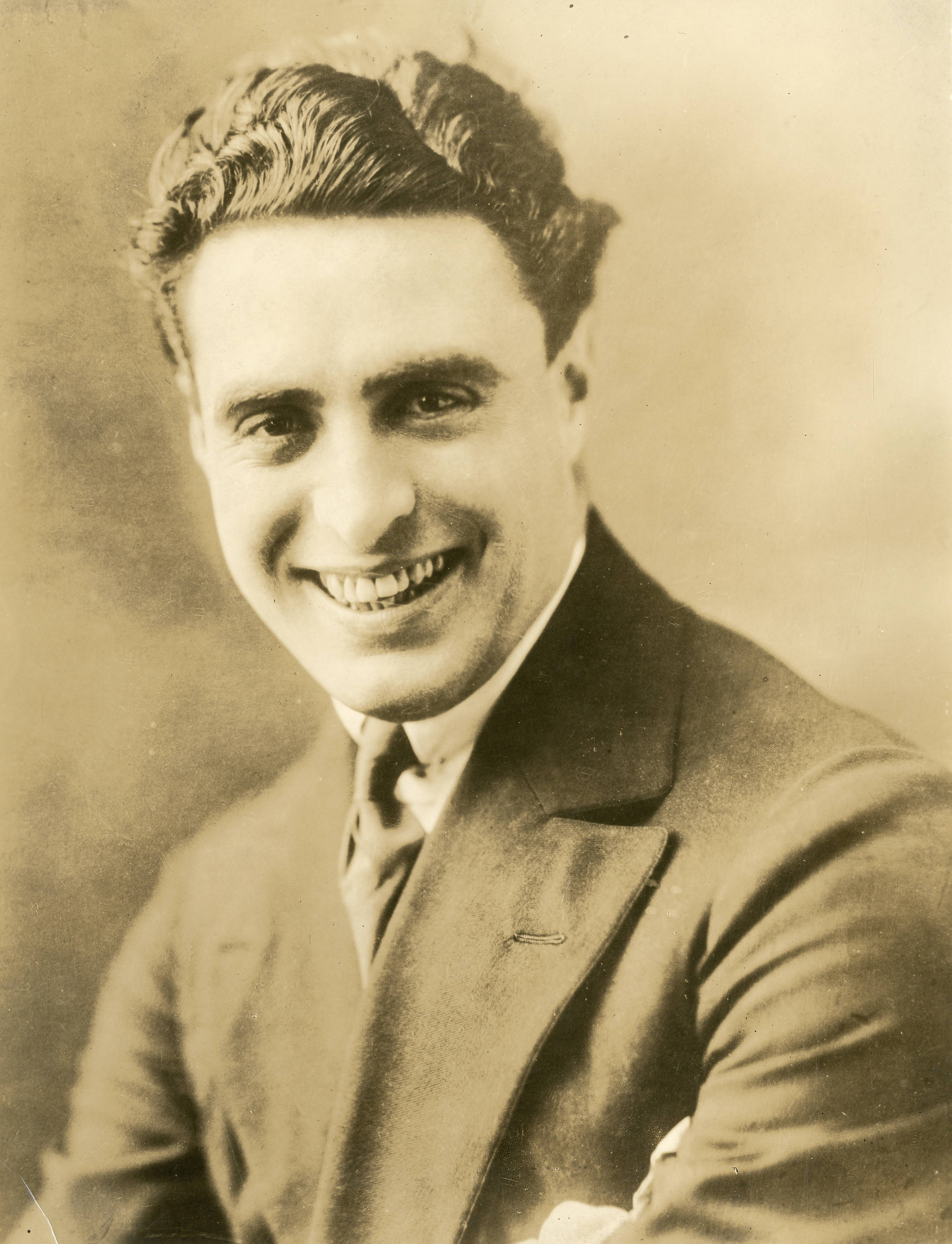
George Walsh (1920)

George Walsh (* 18. März 1889 in New York City, New York; † 13. Juni 1981 in Pomona, Kalifornien) war ein US-amerikanischer Schauspieler.

## Leben und Karriere
George Walsh wurde in New York als jüngerer Bruder des späteren Hollywood-Regisseurs Raoul Walsh geboren. Im Jahre 1911 machte er seinen Abschluss an der High School of Commerce, wo er sich insbesondere in den Sportarten wie Baseball und Schwimmen hervortat. Später besuchte er ebenfalls die Fordham sowie die Georgetown University. Er folgte seinem Bruder Raoul nach Hollywood und drehte dort im Jahre 1915 seine ersten Filme, darunter auch der umstrittene Filmklassiker Die Geburt einer Nation, wo er allerdings nur eine kleine Rolle hatte. Schon im folgenden Jahr hatte er allerdings eine etwas größere Rolle als Bräutigam von Kana im Filmepos Intoleranz, wo wie schon bei Die Geburt einer Nation David Wark Griffith Regie führte. In der Folgezeit etablierte sich der dunkelhaarige, stattlich aussehende Walsh als beliebter Hauptdarsteller, sowohl von Komödien als auch in Abenteuerfilmen. 1919 führte er bei The Seventh Person mit sich selbst in der Hauptrolle auch einmal Regie, es blieb jedoch nur bei diesem Film.
Bei Fox Studios drehte der Star eine Vielzahl erfolgreicher Filme, die allerdings später durch einen Brand zum größten Teil vernichtet wurden und heute verschollen sind. In Rosita war er 1923 unter Regie von Ernst Lubitsch als Partner von Mary Pickford zu sehen. Kurz darauf wurde er für die Titelrolle in der Großproduktion Ben Hur verpflichtet. Er hatte den Film mit Regisseur Charles Brabin bereits halbwegs in Italien abgedreht, als er durch den aufstrebenden Star Ramón Novarro ersetzt wurde. Walsh erfuhr von seiner Entlassung nur durch die Zeitung, was ihn schwer enttäuschte. Mit Beginn des Tonfilmes Ende der 1920er-Jahre musste Walsh sich zunehmend mit Nebenrollen begnügen, auch wenn er immer noch im Filmabspann Erwähnung fand. Sein bedeutendster Tonfilm-Auftritt war wohl in Me and My Pal (1932) neben Spencer Tracy und Joan Bennett.
Nach rund 80 Filmen zog er sich 1936 zurück und managte danach die zahlreichen Pferde seines Bruders, die unter anderem gezüchtet wurden und auf Rennbahnen antraten. George Walsh war von 1916 bis 1924 mit der Schauspielerin Seena Owen (1894–1966) verheiratet, die Ehe wurde geschieden. Er verstarb 1981, sieben Monate nach seinem Bruder, im Alter von 92 Jahren an einer Lungenentzündung und wurde auf dem San Gabriel Cemetery in San Gabriel beigesetzt.

## Filmografie (Auswahl)
- 1915: Die Geburt einer Nation (The Birth of a Nation)
- 1916: The Serpent
- 1916: Gold and the Woman
- 1916: Intoleranz (Intolerance)
- 1917: The Island of Desire
- 1919: Never Say Quit
- 1919: Help! Help! Police!
- 1919: The Seventh Person auch Regie
- 1920: The Shark
- 1921: Dynamite Allen
- 1922: With Stanley in Africa
- 1923: Rosita
- 1923: Slave of Desire
- 1923: Reno
- 1923: Der Markt der Seelen (Souls for Sale) (Cameo)
- 1925: Die Schmuggler von Del Vista (Blue Blood)
- 1925: American Pluck
- 1926: The Test of Donald Norton
- 1927: The Winning Oar
- 1932: Me and My Gal
- 1933: The Bowery
- 1934: Belle of the Nineties
- 1934: Cleopatra
- 1935: The Live Wire
- 1936: Klondike Annie